# Frederick McMahon Gaige
Frederick McMahon Gaige est un entomologiste américain, né le 3 juillet 1890 à Ann Arbor et mort le 20 octobre 1976 à Keystone Heights (Floride).
Diplômé en 1913 à l’université du Michigan, il devient conservateur des insectes au musée de zoologie de l’université et étudie principalement l’écologie et la taxinomie des Formicidae. Il prend, en 1928, la direction du musée.
Il rencontre Helen Thompson en 1912 qui participe comme lui à l’expédition Walker-Newcomb dans le Nevada. Ils se marient l’année suivante juste après le retour de Frederick Gaige d’un voyage scientifique dans les montagnes Santa Marta où il récolte des spécimens pour Alexander Grant Ruthven (1882-1971) et Arthur Sperry Pearse (1877-1956) et durant lequel il contracte le paludisme. Les époux Gaige entreprennent plusieurs missions scientifiques. Il prend sa retraite en 1945.

## Source
- Joseph R. Bailey (1977). Helen Thompson Gaige. Frederick McMahon Gaige. 1890-1976, Copeia, 1977 (3) : 609-611.  (ISSN 0045-8511)

 Gaige  est l’abréviation habituelle de Frederick McMahon Gaige en zoologie.

Consulter la liste des abréviations d'auteur en zoologie ou la liste des taxons zoologiques assignés à cet auteur par ZooBank